# Dan vstaje naroda Srbije
Dan vstaje naroda Srbije je bil republiški praznik SR Srbije, ki se je proslavljal 7. julija. Na ta dan leta 1941 je Rađevska četa Valjevskega odreda izvedla svojo prvo akcijo, s čimer se je pričela NOVJ v Srbiji.